# Madvillainy 2
Madvillainy 2 - The Madlib Remix è un album di remix del duo hip hop Madvillain. L'album contiene i remix di tutte le canzoni del loro precedente album, Madvillainy. Secondo quanto dichiarato dalla Stones Throw Records, l'album fu realizzato a causa dell'impazienza di Madlib, che, non potendo aspettare l'uscita del nuovo lavoro in collaborazione con Mf Doom, decise di remixare completamente il lavoro precedente. L'album è stato pubblicato per Stones Throw, in un box set contenente il cd, un vinile sette pollici con il remix di One Beer, di Mf Doom, una cassetta con un demo del prodotto, una T-Shirt, un libro di fumetti a continuazione del video di ALL CAPS. È stato anche commercializzato in MP3 sul sito della etichetta discografica.

## Tracce
1. "Pow! (Intro)"
2. "No Brain"
3. "Pearls"
4. "Light of the Past"
5. "Boulder Holder"
6. "Borrowed Time"
7. "Space Ho's Coast to Coast"
8. "Invazion (Interlude)"
9. "Drainos"
10. "Fire in the Hole"
11. "Heat Niner"
12. "Monkey Suit"
13. "Fluid (Instrumental)"
14. "Can't Reform Em"
15. "Redd Spot (Interlude)"
16. "Running Around With Another"
17. "Butter King Jewels"
18. "Sermon"
19. "Roller Coaster Riders (Instrumental)"
20. "3.214"
21. "Confucius Spot (Interlude)"
22. "Never Go Pop"
23. "Savage Beast (Instrumental)"
24. "Cold One"
25. "Cold One (Reprise)"

## Campioni utilizzati
- "Pearls" e "Butter King Jewels" contengono entrambe un campione da "Ceremony Buddha Meet Rock" di People.
- "Never Go Pop" contiene un campione da "Cleetus Awreetus-Awrightus" di Frank Zappa.
- "3.214" contiene un campione da "Heaven" di Matthew Larkin Cassel.
- "Drainos" contiene diversi campioni da "Mcnasty Filth" dei Jaylib, duo costituito da Madlib e Jay Dee.
- "Fluid (Instrumental)" contiene un sample vocale da "Live To Regret" di Busta Rhymes.
- "Space Ho's Coast to Coast" utilizza la base di una canzone originariamente contenuta in Beat Konducta Vol 1-2, dak titolo "Outerlimit (Space Ho)"